# 7163 Barenboim
A 7163 Barenboim (ideiglenes jelöléssel 1984 DB) a Naprendszer kisbolygóövében található aszteroida. Eleanor F. Helin, Dunbar, R. S. fedezte fel 1984. február 24-én.